# Herbert Firl
Herbert Firl (* 29. September 1899 in Dresden; † 13. Dezember 1941 auf der Überfahrt nach Mexiko) war ein deutsch-schweizerischer Widerstandskämpfer gegen das nationalsozialistische Regime von Adolf Hitler.
Herbert Firl lebte in Berlin-Friedrichshain in der Warschauer Straße Nr. 47, wo heute noch eine Gedenktafel angebracht ist. Er war Mitglied der illegalen Landesführung der Kommunistischen Partei Deutschlands (KPD). 1934 floh er vor dem NS-Regime in die Schweiz und später nach Spanien, wo er auf der Seite der Republik am spanischen Bürgerkrieg teilnahm. Nach der Niederlage wurde er im französischen Lager Le Vernet und später in Casablanca interniert. Nach massiven Protesten gegen die Internierung von Spanienkämpfern durfte er nach Mexiko ausreisen, überlebte jedoch die Schiffsreise nicht. In der Gedenkstätte der Sozialisten  ist sein Name auf der großen Porphyr-Gedenktafel verzeichnet.